# Pavel Boure
Pour les articles homonymes, voir Boure et Buhre (homonymie).
Temple de la renommée : 2012
Temple de la renommée de l'IIHF : 2012
Temple de la renommée russe : 2014
Pavel Vladimirovitch Boure (en russe : Павел Владимирович Буре, Pavel Vladimirovič Bouré, en anglais : Pavel Bure), né le 31 mars 1971 à Moscou en URSS, est un joueur professionnel russe de hockey sur glace devenu dirigeant. Il évolue au cours de sa carrière au poste d'ailier.

## Biographie

### Ses débuts
Pavel Boure est le fils de Vladimir et Tatiana Boure. Il est le frère aîné de Valeri, qui fut également un joueur de hockey professionnel. Vladimir était nageur de haut-niveau. Son grand-père qui se prénomme également Valeri a été membre de l'équipe d'URSS de water-polo. À l'âge de 12 ans, ses parents se séparent mais Boure reste avec sa mère. Son père rêve de le voir devenir nageur professionnel, mais très jeune, Pavel aspire à être joueur de hockey sur glace. Il se présente à son premier essai au HK CSKA Moscou à l'âge de six ans malgré un patinage limité. En effet jusque-là, Boure joue uniquement au hockey dans la rue avec une balle. Lors de son premier entraînement, son père trouve que Pavel est le plus mauvais. Il lui dit que s'il n'a pas progressé dans les deux mois à venir, il le retire de l'école de hockey.
Boure a rapidement développé ses qualités et à l'âge de 11 ans, il est nommé meilleur attaquant de son championnat. En juillet 1982, Boure est l'un des trois russes choisi pour participer avec Wayne Gretzky et Vladislav Tretiak dans un enregistrement pour la télévision. À l'âge de 14 ans, il entre dans l'équipe junior du club de l'armée.
En décembre 1986, il embarque pour une tournée au Canada de Ottawa à Vancouver avec l'équipe équipe d'URSS midget. Près de cinq ans avant ses débuts dans la Ligue nationale de hockey avec les Canucks de Vancouver en 1991 au Pacific Coliseum, il joue son premier match dans sa future patinoire. Boure a alors une nouvelle opportunité pour rencontrer Gretzky ainsi que le défenseur Paul Coffey, lorsque son équipe s'est arrêtée à Edmonton pour jouer au Northlands Coliseum.

### Le CSKA Moscou
Boure débute en senior avec le CSKA Moscou à l'âge de 16 ans. Il est invité au camp d'entraînement de l'équipe lors de la saison 1987-1988 mais est recalé en raison de son jeune âge et de sa préparation insuffisante pour jouer dans le championnat d'URSS. Boure gagne un temps de jeu minimal lors de l'absence de certains joueurs. Il fait ses débuts en septembre 1987 quand le club a brièvement perdu plusieurs joueurs partis à la Coupe Canada 1987. Il joue cinq matchs cette saison-là. Il inscrit son premier but en professionnel en étant aligné en quatrième ligne. 
Il devient membre à part entière de l'équipe en 1988. Il marque 17 buts établissant un record pour un joueur recrue. Cette marque a été battue par les dix-huit buts d'Alekseï Tcherepanov lors de la saison de Superliga 2007. Boure ajoute 9 assistances pour un total de 26 points lui permettant d'être élu recrue de la saison. Le CSKA remporte son treizième titre de champion consécutif, une douzième Coupe d'Europe 1987-1988 ainsi que la Coupe d'URSS. Boure est aligné par l'entraîneur Viktor Tikhonov avec Aleksandr Moguilny et Sergueï Fiodorov. Tikhonov vise ainsi à remplacer sa première ligne composée Vladimir Kroutov, Igor Larionov et Sergueï Makarov. Cependant le trio éclate rapidement puisque Moguilny rejoint la LNH dès 1989 imité par Fiodorov un an plus tard. Il est choisi en 6e ronde en 113e position du repêchage 1989 de la Ligue nationale de hockey par les Canucks de Vancouver.
En 1989, la Coupe d'Europe et le championnat d'URSS sont à nouveau dominés par les hommes de Tikhonov malgré les départs pour la LNH des joueurs de la ligne KLM, ainsi que ceux de Viatcheslav Fetissov et d'Alekseï Kassatonov qui affaiblissent l'équipe. La ligne Andreï Khomoutov - Viatcheslav Bykov - Valeri Kamenski est le moteur offensif de l'équipe.
À l'intersaison, alors que Andreï Khomoutov et Viatcheslav Bykov signent à Fribourg-Gottéron, Boure et Viatcheslav Boutsaïev deviennent alors les partenaires de ligne de Valeri Kamenski. Avec 69 buts, elle est la ligne la plus productive au niveau national. Kamenski est élu meilleur joueur de la ligue devant Boure et les deux coéquipiers sont élus dans l'équipe type. Les deux joueurs sont les meilleurs pointeurs de la ligue avec 46 points. Boure termine second buteur derrière Ramil Iouldachev du HK Sokol Kiev. Le CSKA se classe deuxième du championnat derrière le Dinamo Moscou. Boure ajoute tout de même une troisième Coupe d'Europe à son palmarès dont il est le meilleur pointeur du tournoi final.

### Les Canucks de Vancouver
Celui que l'on surnommait "The Russian Rocket" (la fusée russe) en raison de sa vitesse ne commence à jouer dans la LNH qu'en 1991-1992, où ses prouesses offensives firent vive impression. Il gagna le trophée Calder remis au meilleur joueur recrue et fut partie intégrante du corps offensif des Canucks pour les années à venir, jouant un important rôle lors de l'ascension des Canucks jusqu'à la finale de la Coupe Stanley en 1994.

### Les Panthers de la Floride
Le 17 janvier 1999, il est échangé aux Panthers de la Floride avec Bret Hedican, Brad Ference et le 3e choix du repêchage d'entrée dans la LNH 2000 en retour d'Ed Jovanovski, Dave Gagner, Mike Brown, Kevin Weekes et le choix de 5e ronde des Panthers au repêchage de 2000.

### Les Rangers de New York
Le 18 mars 2002, Boure est acquis par les Rangers de New York avec le choix de seconde ronde des Panthers au repêchage d'entrée dans la LNH 2002 en retour d'Igor Oulanov, de Filip Novak et des choix de première et seconde ronde du repêchage de cette saison, en plus du choix de 4e ronde des Rangers au repêchage d'entrée dans la LNH 2003. Ennuyé par des blessures tout au long de sa carrière, il rata toute la saison 2003-2004 à cause d'une blessure à un genou récurrente, malgré deux opérations. Le 1er novembre 2005, Boure annonce sa retraite du hockey professionnel à cause des complications à sa blessure au genou. On annonça en même temps qu'il deviendrait directeur général de l'équipe nationale russe aux Jeux olympiques de Turin.

### Carrière internationale
Il a représenté l'URSS puis la Russie au cours des compétitions internationales suivantes :
Championnat d'Europe junior
- 1988 et 1989

Championnat du monde junior
- Médaille d'or : 1989
- Médaille d'argent : 1990 et 1991

Championnat du monde
- Médaille de bronze : 1991.
- 2000.

Jeux olympiques d'hiver
- Médaille d'argent : 1998 à Nagano au Japon
- Médaille de bronze : 2002 à Salt Lake City aux États-Unis.

## Trophées et honneurs personnels
- Champion d'URSS
  - 1988 : champion avec le HK CSKA Moscou.
  - 1989 : champion avec le HK CSKA Moscou.
  - 1989 : Recrue de la saison.
- Coupe d'URSS
  - 1988 : champion avec le CSKA Moscou.
- Coupe d'Europe de hockey sur glace
  - 1987-1988, 1988-1989, 1989-1990 vainqueur avec le HK CSKA Moscou.
- Championnat du monde junior
  - 1989 : meilleur attaquant.
  - 1989 : nommé dans l'équipe d'étoiles.
  - 1989 : médaille d'or
- Championnat du monde
  - 1990 : médaille d'or
  - 1991 : nommé dans la seconde équipe d'étoiles
- Jeux olympiques
  - 1998 : meilleur attaquant.
- LNH
  - 1992 : trophée Calder.
  - 1994 : meilleur buteur.
  - Match des étoiles : participe en 1993, 1994, 1997, 1998, 2000, 2001
  - 1994 : nommé dans la première équipe d'étoiles
  - 2000 : meilleur joueur du Match des étoiles
  - 2000 : nommé dans la seconde équipe d'étoiles.
  - 2000 : trophée Maurice-Richard.
  - 2001 : nommé dans la seconde équipe d'étoiles
  - 2001 : trophée Maurice Richard.
  - 2017 : nommé parmi les 100 plus grands joueurs de la LNH à l'occasion du centenaire de la ligue[8]
- Canucks de Vancouver
  - 1992, 1993, 1994, 1995, 1998 : trophée du joueur le plus excitant.
  - 1992, 1993, 1994, 1998 : coupe Molson (meneur aux sélections des trois étoiles)
  - 1993, 1994, 1998 : trophée Cyclone-Taylor (meilleur joueur).
  - 1993, 1994, 1995, 1998 : trophée Cyrus-H.-McLean (meilleur pointeur)
- Autres
  - (12414) Bure, astéroïde.

## Records

### Équipe
- Plus grand nombre de points par une recrue des Canucks de Vancouver - 60 en 1991–1992 (à égalité avec Ivan Hlinka, 1981–1982)
- Plus grand nombre de buts en une saison pour les Canucks de Vancouver - 60 en 1992–1993 et 1993–1994
- Plus grand nombre de buts en séries élilminatoires pour les Canucks de Vancouver - 35
- Plus grand nombre de buts en infériorité numérique - 24
- Plus grand nombre de buts en une seule partie avec les Canucks de Vancouver – 4 contre les Jets de Winnipeg le 12 octobre 1992 (à égalité avec Rosaire Paiement, Bobby Schmautz, Rick Blight, Petri Skriko, Greg Adams, Tony Tanti, Martin Gélinas, Markus Näslund et Daniel Sedin)
- Plus grand nombre de buts en une saison avec les Panthers de la Floride - 59 en 2000–2001.
- Plus grand nombre de points en une saison pour les Panthers de la Floride - 94 en 1999–2000

### En équipe nationale
- Championnat du monde junior
  - Plus grand nombre de buts : 27 en 21 matchs (durant les éditions 1989-1990).
- Hockey sur glace aux Jeux olympiques
  - Plus grand nombre de buts en un match : 5 en demi-finale 1998 face à la Finlande.

### LNH
- Plus grande proportion de buts personnels comparé au total de buts d'une franchise en une saison - 29,5% des buts des Panthers de la Floride en 2000–2001.

## Statistiques

### Statistiques en club
| Saison     | Équipe                 | Ligue      |     | Saison régulière | Saison régulière | Saison régulière | Saison régulière | Saison régulière | Saison régulière |    | Séries éliminatoires | Séries éliminatoires | Séries éliminatoires | Séries éliminatoires | Séries éliminatoires | Séries éliminatoires |
| Saison     | Équipe                 | Ligue      | PJ  | B                | A                | Pts              | Pun              | +/-              | PJ               | B  | A                    | Pts                  | Pun                  | +/-                  |                      |                      |
| 1987-1988  | HK CSKA Moscou         | URSS       | 5   | 1                | 1                | 2                | 0                |                  |                  |    |                      |                      |                      |                      |                      |                      |
| 1988-1989  | HK CSKA Moscou         | URSS       | 32  | 17               | 9                | 26               | 8                |                  |                  |    |                      |                      |                      |                      |                      |                      |
| 1989-1990  | HK CSKA Moscou         | URSS       | 46  | 14               | 11               | 25               | 22               |                  |                  |    |                      |                      |                      |                      |                      |                      |
| 1990-1991  | HK CSKA Moscou         | URSS       | 44  | 35               | 11               | 46               | 24               |                  |                  |    |                      |                      |                      |                      |                      |                      |
| 1991-1992  | Canucks de Vancouver   | LNH        | 65  | 34               | 26               | 60               | 30               | 0                | 13               | 6  | 4                    | 10                   | 14                   | +4                   |                      |                      |
| 1992-1993  | Canucks de Vancouver   | LNH        | 83  | 60               | 50               | 110              | 69               | +35              | 12               | 5  | 7                    | 12                   | 8                    | 0                    |                      |                      |
| 1993-1994  | Canucks de Vancouver   | LNH        | 76  | 60               | 47               | 107              | 86               | +1               | 24               | 16 | 15                   | 31                   | 40                   | +8                   |                      |                      |
| 1994-1995  | Canucks de Vancouver   | LNH        | 44  | 20               | 23               | 43               | 47               | -8               | 11               | 7  | 6                    | 13                   | 10                   | -1                   |                      |                      |
| 1994-1995  | EV Landshut            | DEL        | 1   | 3                | 0                | 3                | 2                |                  |                  |    |                      |                      |                      |                      |                      |                      |
| 1994-1995  | HK Spartak Moscou      | Superliga  | 1   | 2                | 0                | 2                | 2                |                  |                  |    |                      |                      |                      |                      |                      |                      |
| 1995-1996  | Canucks de Vancouver   | LNH        | 15  | 6                | 7                | 13               | 8                | -2               |                  |    |                      |                      |                      |                      |                      |                      |
| 1996-1997  | Canucks de Vancouver   | LNH        | 63  | 23               | 32               | 55               | 40               | -14              |                  |    |                      |                      |                      |                      |                      |                      |
| 1997-1998  | Canucks de Vancouver   | LNH        | 82  | 51               | 39               | 90               | 48               | +5               |                  |    |                      |                      |                      |                      |                      |                      |
| 1998-1999  | Panthers de la Floride | LNH        | 11  | 13               | 3                | 16               | 4                | +3               |                  |    |                      |                      |                      |                      |                      |                      |
| 1999-2000  | Panthers de la Floride | LNH        | 74  | 58               | 36               | 94               | 16               | +25              | 4                | 1  | 3                    | 4                    | 2                    | -3                   |                      |                      |
| 2000-2001  | Panthers de la Floride | LNH        | 82  | 59               | 33               | 92               | 58               | -2               |                  |    |                      |                      |                      |                      |                      |                      |
| 2001-2002  | Panthers de la Floride | LNH        | 56  | 22               | 27               | 49               | 56               | -14              |                  |    |                      |                      |                      |                      |                      |                      |
| 2001-2002  | Rangers de New York    | LNH        | 12  | 12               | 8                | 20               | 6                | +9               |                  |    |                      |                      |                      |                      |                      |                      |
| 2002-2003  | Rangers de New York    | LNH        | 39  | 19               | 11               | 30               | 16               | +4               |                  |    |                      |                      |                      |                      |                      |                      |
| Totaux LNH | Totaux LNH             | Totaux LNH | 702 | 437              | 342              | 779              | 484              | +42              | 64               | 35 | 35                   | 70                   | 74                   | +8                   |                      |                      |

### En équipe nationale
| Année | Équipe       | Compétition                 |    | PJ | B | A  | Pts | Pun | +/-                |  | Résultat |
| 1988  | URSS -18 ans | Championnat d'Europe junior | 6  | 10 | 0 | 10 | 2   |     | Médaille de bronze |  |          |
| 1989  | URSS -18 ans | Championnat d'Europe junior | 6  | 5  | 5 | 10 | 4   |     | Médaille d'or      |  |          |
| 1989  | URSS -20 ans | Championnat du monde junior | 7  | 8  | 6 | 14 | 4   |     | Médaille d'or      |  |          |
| 1990  | URSS -20 ans | Championnat du monde junior | 7  | 7  | 3 | 10 | 10  |     | Médaille d'argent  |  |          |
| 1990  | URSS         | Championnat du monde        | 10 | 2  | 4 | 6  | 10  |     | Médaille d'or      |  |          |
| 1991  | URSS -20 ans | Championnat du monde junior | 7  | 12 | 3 | 15 | 31  | +13 | Médaille d'argent  |  |          |
| 1991  | URSS         | Championnat du monde        | 10 | 3  | 8 | 11 | 2   |     | Médaille de bronze |  |          |
| 1998  | Russie       | Jeux olympiques             | 6  | 9  | 0 | 9  | 2   |     | Médaille d'argent  |  |          |
| 2000  | Russie       | Championnat du monde        | 6  | 4  | 1 | 5  | 10  | +1  | Onzième place      |  |          |
| 2002  | Russie       | Jeux olympiques             | 6  | 2  | 1 | 3  | 8   | +2  | Médaille de bronze |  |          |

## Vie privée
Boure est devenu une figure populaire et influente en Russie ; il est aussi devenu partenaire d'affaires avec Anzor Kikalishvili.
Ce dernier est la tête dirigeante de l'Association du 21e siècle qui fut classée par le gouvernement Russe, le FBI et le sénat américain pire organisation criminelle de Russie. Kikalishvili fut lui-même classé spécifiquement par les services américains comme plus dangereux mafioso russe.
Kikalishvili s'est proclamé « père spirituel de Boure », et quand il est entré en campagne pour un poste politique, Moscou a été placardée d'affiches montrant Kikalishvili et Boure le bras autour de l'épaule de l'autre avec le message « L'avenir appartient au 21e siècle ».
L'épouse de Boure s'appelle Alina Khassanova ; ils ont un fils, Pavel (2013), et une fille, Palina (2015).